# Järna (commune de Vansbro)
Pour les articles homonymes, voir Järna.
Järna est une localité de Suède dans la commune de Vansbro située dans le comté de Dalécarlie.
Sa population était de 1 645 habitants en 2019.